# Darnah
Darnah eller Derna är en stad i Cyrenaika i Libyen. Staden ligger vid Medelhavet, cirka 275 km nordost om Benghazi, och hade 1984 cirka 105 800 invånare. Den ligger vackert mellan Medelhavet och bergen Jabal al Akhdar. Den nyare delen är byggd runt gamla staden. Viktiga näringar i Darnah är handel med citrusfrukter, bananer och oliver. I staden finns även viss lätt industri och en marinbas.
Under USA:s aktion mot Barbareskstaterna 1805 ockuperades Darnah av amerikanerna. Under italiensk-turkiska kriget (1911-1912) befästes staden av italienarna. 
Libyen var därefter en italiensk koloni och gjordes 1939 till en del av Italien. Från 1934 var Darnah namnet på en av fyra provinser i italienska Libyen. Staden förstördes till stor del under andra världskriget, och ockuperades av britterna 1942.

## Staden
Derna har tre huvudtorg. Det populäraste torget är Maydan Assahabah. Detta torg användes alltid för massdemonstrationer mot Libyens ledare Muammar Gaddafi. Staden är också ett turistnav på grund av sin gamla stad kallad Medina, som är hem för islamisk arkitektur. Medinan består av en moské, kyrka, synagoga, många små gator och gamla souker. Dernas stadsdelar inkluderar Downtown (Wast Il Blaad), Al Ikweih, Al Mighar, Assahel Ashargi, Al Wadi, Bab Tobruq, Al Fitayih och Bab Shaiha.

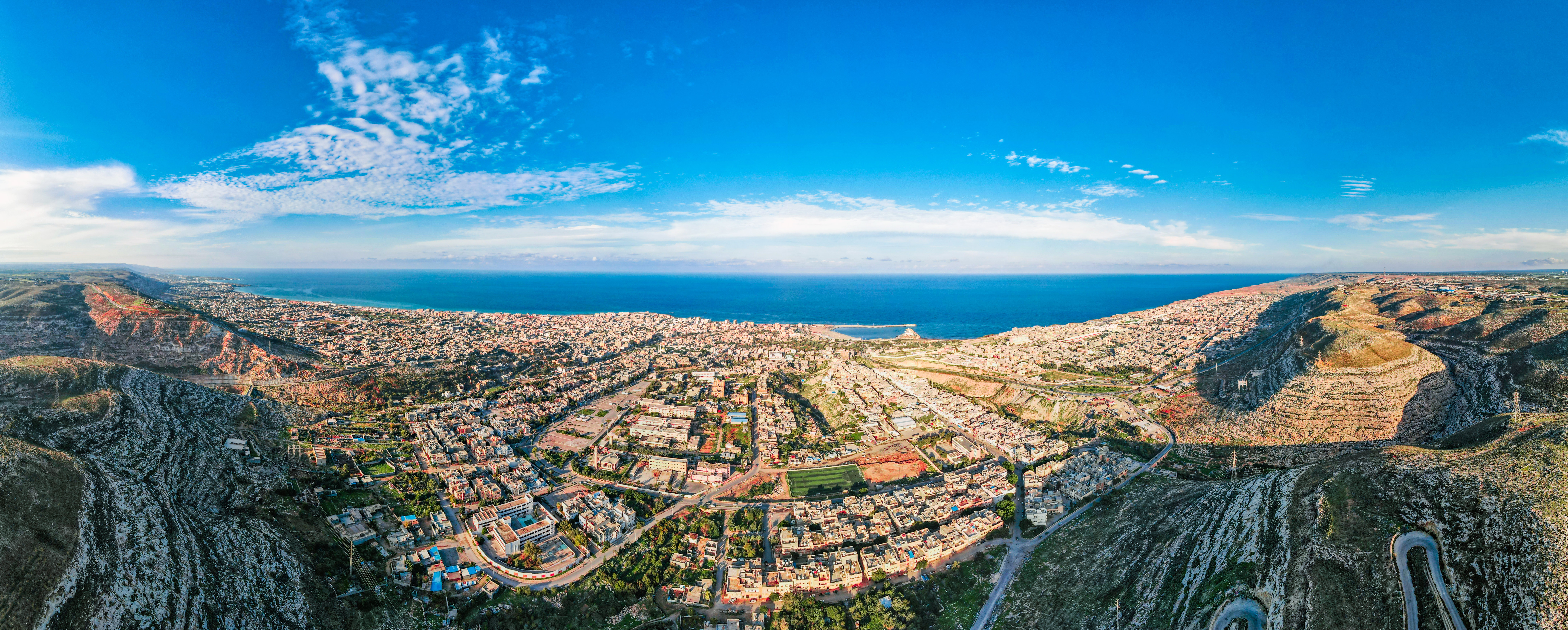
Darnah sett från söder mot medelhavet 2020.

## Stormen Daniel
Den 10 september 2023 drog stormen Daniel in i Libyen nära Benghazi, och orsakade kraftiga skyfall och extrema översvämningar i Derna, vilket fick regeringen att utropa undantagstillstånd för området
Efter att två dammar brustit orsakade de stora översvämningar.
Minst 2 000 människor bekräftades direkt döda, medan en minister sa att 25 % av Derna hade "försvunnit", där stora delar av staden spolats ut i Medelhavet.